# Ellinor Symmangk
Ellinor Symmangk (geb. Quicker; * 2. Oktober 1931 in Leobschütz, Provinz Oberschlesien; † 23. März 2004) war eine deutsche Industrie-Designerin und Porzellankünstlerin.

## Leben und Werk
Ellinor Quicker war die Tochter des Bankangestellten und späteren Prokuristen der Weber-Brauerei Leobschütz Waldemar Quicker (1890 – 1974) und der Buchhalterin Elsa Quicker, geb. Müller (1996 – 1978). Ihr Bruder Helmut (* 1932) war Drogist. Ihre Schwester Gisela (* 1924) fiel 1924 der Diphtherie zum Opfer. Ellinor absolvierte von 1937 bis 1945 die Grundschule und das Lyzeum in Leobschütz. Die Familie wurde 1945 in der Folge des Zweiten Weltkriegs enteignet und aus Oberschlesien vertrieben. Sie kam in die Sowjetische Besatzungszone nach Feldberg. Der Neuanfang war für die Familie sehr schwer. Ellinor Quicker arbeitete bis 1946 als Hilfsarbeiterin, machte Wald- und Feldarbeiten und war Haushaltshilfe. Ihre Mutter hatte einen Laden eröffnet, in dem Ellinor von 1947 bis 1948 mitarbeitete und für den sie Spielzeug und Puppen zum Verkauf herstellte. Sie war dann Hilfsarbeiterin im Steingutwerk Gräfenroda, wo sie eine Ausbildung zur Keramformerin machte und bis 1951 in ihrem Beruf arbeitete. Von 1951 bis 1953 studierte sie bei Irmfried Liebscher und Franz Willert an der Fachschule für angewandte Kunst Wismar bzw. Heiligendamm Keramik. Dort lernte sie Helmut Symmangk kennen, den sie 1952 in Wismar heiratete. Von 1953 bis 1958 studierte Ellinor Symmangk bei Wolfgang Henze und Rudolf Kaiser an der Kunsthochschule Berlin-Weißensee Keramik. Von 1958 bis 1960 arbeitete sie als Betriebsassistentin im VEB Porzellanwerk Lettin. Anschließend war sie in Meißen bis 1990 als wissenschaftliche Mitarbeiterin Industrieformgestalterin im VEB Wissenschaftlich-technischer Betrieb Keramik. Von ihr entworfene Gefäße wurden von Porzellan- und Keramik-Betrieben der DDR produziert und auf internationalen Ausstellungen gezeigt. 1978 erhielt ihr Krankenhausgeschirr HUMANITAS die Auszeichnung Gutes Design. Es wurde vom Werk Stadtlengsfeld des VEB Vereinigte Porzellanwerke Colditz hergestellt.
Neben diesen Arbeiten war Ellinor Symmangk ab 1974 in einer eigenen Keramikwerkstatt in Meißen im Atelier Leninstraße als Porzellankünstlerin tätig. Sie schuf vor allem Gefäße. Die Werkstatt musste sie nach der deutschen Wiedervereinigung 1990 wegen der exorbitant gestiegenen Mietkosten aufgeben.
Ellinor Symmangk war bis 1990 Mitglied des Verbands Bildender Künstler der DDR. Sie hatte in der DDR und im Ausland eine bedeutende Zahl von Einzelausstellungen und Ausstellungsbeteiligungen, u. a. an den bedeutenden Keramik- bzw. Porzellan-Ausstellungen in Faenza, Jablonec und Sopot und 1967/1968 an der VI. Deutschen Kunstausstellung sowie 1977/1978 und 1982/1983 an der VIII. und IX. Kunstausstellung der DDR in Dresden.
Ab 1992 war sie Dozentin für Keramik an der Jugendkunstschule Meißen. Um 1998 beendete sie aus Krankheitsgründen ihre aktive Schaffenszeit. Sie starb nach langer schwerer Krankheit und wurde in Meißen auf dem Friedhof der Frauenkirchgemeinde an der Nossener Straße beigesetzt.
Ellinor Symmangk hatte drei Kinder: Renate (geboren und gestorben 1953), Ronald (1963 – 2010), der Geologe wurde, und Margit Symmangk (* 1967), die als Grafikdesignerin arbeitet. Sie unterhielt freundschaftliche Beziehungen u. a. zu Hildegund Sell, die sie seit dem Studium kannte.

## Museen und öffentliche Sammlungen mit Arbeiten Ellinor Symmangks (unvollständig)
- Dresden: Kunstgewerbemuseum[3]
- Halle/Saale: Kunstmuseum Moritzburg
- Leipzig: Grassi-Museum für Angewandte Kunst
- Schwerin: Staatliches Museum Schwerin

## Publizierte Essays Ellinor Symmangks (unvollständig)
- Essgewohnheiten. In: Form + Zweck, Berlin, 4/1973, S. 17/18 (mit Hildegund Sell)[4]
- Kombinationsgeschirr. In: Form + Zweck, Berlin, 1/74, S. 29/30
- Brauchbar für alle. In: Form + Zweck, Berlin, 6/79, S. 17/18[1]